# گمینا شنگادووو
گمینا شنگادووو (به لهستانی:  Gmina Śniadowo) یک گمینا در لهستان است که در شهرستان وومژا واقع شده‌است. گمینا شنگادووو ۱۶۲٫۵۹ کیلومتر مربع مساحت و ۵٬۵۹۲ نفر جمعیت دارد.